# Dama del paraigua
La Dama del paraigua és una font escultòrica situada al Zoo de Barcelona, al districte de Ciutat Vella. Fou creada el 1884 per Joan Roig i Solé. Aquesta obra està inscrita com a Bé Cultural d'Interès Local (BCIL) a l'Inventari del Patrimoni Cultural català amb el codi 08019/350.

## Història i descripció

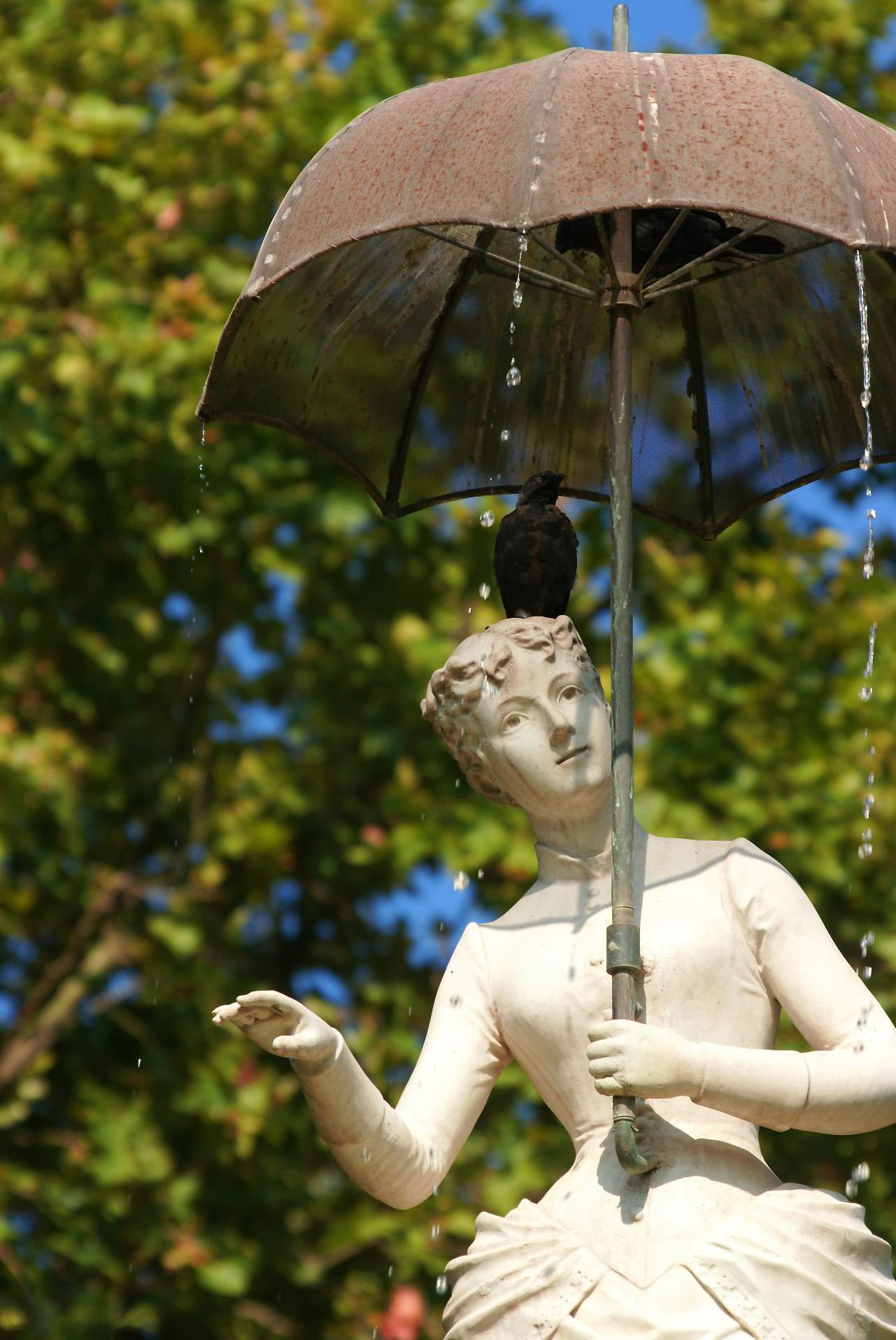
Detall de la figura.

Aquesta obra fou creada per a l'Exposició Universal de 1888, on ocupava la galeria central del Palau de la Indústria, l'edifici principal de l'Exposició, desmantellat el 1930. La font, formada per dues tasses superposades sobre una base de rocalla situada en un estany circular, va ser dissenyada el 1882 per Josep Fontserè i Mestre, l'autor de la urbanització del Parc de la Ciutadella, el recinte on es va celebrar l'Exposició. Segons el disseny original, la font devia estar culminada per una al·legoria del Progrés, que no va arribar a executar-se. Al seu lloc, es va col·locar la Dama del paraigua, una escultura realitzada per Joan Roig i Solé a Reus, la localitat natal de l'escultor. L'estàtua va ser col·locada el 1885, i al començament no va ser del gust dels barcelonins de l'època, els quals la van considerar massa banal en comparació amb la resta de la decoració monumental del parc, més ostentosa. Es va arribar inclús a dir que el vestit de la senyoreta de seguida passaria de moda i, per tant, l'estàtua quedaria obsoleta. Tot i així, amb el temps els barcelonins es van anar afeccionant amb aquesta simpàtica figura, i avui dia és una de les escultures més emblemàtiques de la ciutat. Als anys 1960, l'alcalde Josep Maria de Porcioles va fer reproduccions de l'estatueta a petita escala, les quals regalava en ocasions assenyalades. Per altra banda, la productora cinematogràfica Barcino Films va escollir la seva imatge com a caràtula per a les seves pel·lícules.
Situada inicialment al recinte del Parc de la Ciutadella, al crear-se el Zoo de Barcelona el 1957 va quedar dins del seu terreny, pel que avui dia és necessari pagar l'entrada del parc zoològic per a poder veure-la. El 1985 se li va posar un nou paraigua, que ja estava molt deteriorat, i es va conservar l'original. El 2004 el monument va ser restaurat, i entre altres actuacions es va substituir els antics tubs de plom per uns nous de polipropilè.
La figura de la dama, abillada amb un vestit d'època, es troba dempeus amb un paraigua a la mà esquerra, mentre que aboca la dreta en actitud de comprovar si encara plou. Es tracta per tant d'un instant congelat al temps, el que atorga cert dinamisme a la figura, allunyat dels rigorosos cànons de les representacions oficials de l'època. Tanmateix, el fet que l'aigua caigui des de dalt del paraigua gràcies a una canalització interior, confereix vida al conjunt, donant una aparença de versemblança a l'escena. Cal precisar que el que protegeix de la pluja a la dama no és un paraigua pròpiament dit, sinó un antucà (del francès en tout cas), que era més petit que un paraigua i sense els ornaments habituals d'una ombrel·la, pel que servia tant per a la pluja com per al sol. L'obra va ser ben acollida pels fabricants de paraigües i ombrel·les, que cada 4 de maig, dia del seu patró, sant Pere Regalado, l'obsequien rams de flors. Sobre la model que va servir d'inspiració per a l'escultor es plantegen dos noms: segons Josep Iglésies es tractava de Josepa Alimbau i Roig, neboda de l'artista, mentre que per a Josep Maria Garrut era Bonaventura Ricou i Solé, nascuda a la Pobla de Segur el 1868. L'obra té certa influència de l'escultura francesa de mitjans del segle xix, especialment de Jean-Baptiste Carpeaux.

## Utilització com a símbol
Més endavant, quan al maig de 1982 en el marc de les II Jornades catalanes, es va crear el grup de Dones Antimilitaristes Doan, aquestes van escollir la Dama del Paraigua com a símbol. En nombroses imatges d'aquell col·lectiu, la Dama del paraigua apareixia, en una versió més díscola, xutant elements militars, com míssils o altres tipus d'armament.